# B. R. Ambedkar
Bhimrao Ramji Ambedkar (în hindi भीमराव रामजी आंबेडकर; n. 14 aprilie 1891, Bhim Janmabhoomi⁠(d) – d. 6 decembrie 1956, Dr. Ambedkar National Memorial⁠(d)), mai cunoscut sub numele Dr. Babasaheb Ambedkar (în hindi डॉ. बाबासाहेब आंबेडकर), a fost un jurist, economist, politician, antropolog și reformator social indian. El a fost primul ministru independent al legii și justiției din India, cât și autorul de bază al Constituției Indiei.